# Земляные блошки
Земляны́е бло́шки, или блошаки (лат. Alticini) — триба жуков из семейства листоедов, из подсемейства козявок (Galerucinae). Также может рассматриваться в виде подсемейства (Alticinae, Halticinae). Древнейшие представители трибы Alticini были найдены в балтийском и ровенском янтарях (эоцен).

## Описание
Мелкие жуки, длина от 2 до 10 мм (крупнейший вид Podontia lutea — до 2 см). Обладают прыгательными задними ногами с утолщёнными бёдрами. Имеют пунктирообразные усики. Размеры тела от 1 до 5 мм. Ареал космополитный. На территории СНГ — около 400 видов. Земляные блохи — растительноядны. Развитие происходит в двух либо в трёх фазах. В более холодных частях ареала некоторые виды перезимовывают под растительными остатками либо в почве, за что и получили своё название. Земляные блохи откладывают яйца главным образом в почву либо в растение, либо на него. Там же растут и личинки. В сельском хозяйстве земляные блохи являются одним из основных вредителей.

## Систематика
Науке известно около 10000 видов из 570 родов.
- Acrocrypta Baly, 1862
- Agasicles Jacoby, 1904
  - Agasicles hygrophila Selman & Vogt, 1971
- Afroaltica
- Afrorestia
- Alocypha
- Altica Geoffroy, 1762 Блошки земляные
- Amphimela Chapuis, 1875
- Angulaphthona
- Anthobiodes Weise, 1887
- Aphthona Chevrolat 1842 Блошки льняные
- Apteropeda Chevrolat, 1836
- Argopistes Motschulsky, 1860
- Argopus Fischer von Waldheim, 1824
- Arrhenocoela Foudras, 1859
- Asiorestia Jakobson, 1926
- Arsipoda Erichson, 1842
- Asiophrida Medvedev, 1999
- Batophila Foudras, 1859
- Bellaltica Reid, 1988
- Cangshanaltica Konstantinov et al., 2013
- Chabria Jacoby, 1887
- Chaetocnema Stephens, 1831
- Clavicornaltica Scherer, 1974
- †Crepidodera
- Crepidodera Chevrolat, 1837
- Derocrepis Weise, 1886
- Diamphidia Gerstaecker, 1855
- Dibolia Latreille, 1821
- Dimonikaea  Bechyné, 1968
- Diphaulacosoma  Jacoby, 1892
- Disonycha Chevrolat, 1837
- Djallonia  Bechyné, 1955
- Docema Waterhouse, 1877
- Drakensbergianella  Biondi & D’Alessandro, 2003
- Dunbrodya  Jacoby, 1906
- Epitrix Foudras, 1859
- Eriotica Harold, 1877
- Eurylegna  Weise, 1910
- Eutornus  Clark, 1860
- Gabonia  Jacoby, 1893
- Goweria Lea, 1926
- Guilielmia  Weise, 1924
- Guinerestia
- Halticorcus Lea, 1917
- Halticotropis
- Hemipyxis
- Hermaeophaga Foudras, 1860
- Hespera
- Hildebrandtina
- Hippuriphila Foudras, 1859
- Homichloda Weise, 1902
- Hyphalticoda Oke, 1932
- Hyphasis
- Jacobyana
- Kanonga
- Kenialtica
- Kimongona
- Lactica Erichson, 1847
- Lampedona
- Lepialtica
- Licyllus Jacoby, 1885
- Longitarsus Latreille, 1825
- Luperomorpha Weise, 1887
- Lypnea
- Lythraria Bedel, 1897
- Malvernia
- Manobia Jacoby, 1885
- †Manobiomorpha
- Mantura Stephens, 1831
- Metroserrapha
- Minota Kutschera, 1859
- Mniophila Stephens, 1831
- Mniophilosoma Wollaston, 1854
- Montiaphthona
- Myrcina
- Neoblepharella Özdikmen, 2008
- Neocrepidodera Heikertinger, 1911
- Neodera Duvivier, 1891
- Nisotra Baly, 1864
- Nonarthra Baly, 1862
- Notomela
- Novascuta Özdikmen, 2008
- Nzerekorena
- Ochrosis Foudras, 1859
- Oedionychus
- Opisthopygme Blackburn, 1896
- Orestia Germar, 1845
- Orthocrepis
- Paradibolia Baly, 1875
- Pedethma Weise, 1923
- Pepila Weise, 1923
- Perichilona
- Philopona Weise, 1903
- Phygasia
- Phyllotreta Stephens, 1836
- Physodactyla
- Physoma
- Physomandroya
- Physonychis
- Platycepha Baly, 1878
- Pleuraltica Sharp, 1886
- Podagrica Foudras, 1859
- Polyclada
- Pratima
- Pseudadorium
- Pseudophygasia
- Psylliodes Latreille, 1825
- †Psyllototus
- Pydaristes
- Sanckia
- Sangariola Jacobson, 1922
- Serraphula
- Sesquiphaera
- Seychellaltica
- Sittacella Weise, 1923
- Sjostedtinia
- Sphaeroderma Stephens, 1831
- Stegnaspea
- Stuckenbergiana
- Sutrea Baly, 1876
- Terpnochlorus
- Toxaria
- Trachytetra
- Tritonaphthona
- Upembaltica
- Xanthophysca
- Xenidia Baly, 1862
- Xuthea Baly, 1865
- Yemenaltica
- Zomba